# Mamy czas
Mamy czas – drugi album grupy Wanda i Banda, wydany w 1985 nakładem wydawnictwa Pronit.

## Lista utworów
źródło:.
Strona A
1. „Plastuś” (muz. M. Raduli) – 0:35
2. „Ach, jaki wspaniały” (muz. J. Krzaklewski / sł. M. Wojtaszewska) – 4:45
3. „Nie bój się, nie bój” (muz. W. Trzciński / sł. A. Sobczak) – 4:10
4. „Para goni parę” (muz. W. Kwietniewska / sł. J. Cygan) – 3:45
5. „Kochaj mnie miły” (muz. W. Trzciński / sł. M. Wojtaszewska) – 3:15
6. „Znowu paskuda” (muz. M. Raduli / sł. J. Cygan) – 3:40

Strona B
1. „Hej, heja hej” (muz. M. Raduli / sł. J. Cygan) – 4:00
2. „Po nas choćby country” (muz. J. Krzaklewski / sł. J. Cygan) – 4:05
3. „Podróżni bez biletu (Mamy czas)” (muz. komp. zespołowa / sł. J. Cygan) – 4:35
4. „Drętwa mowa” (muz. komp. zespołowa / sł. A. Sobczak) – 4:40

## Listy przebojów
| Data premiery    | Tytuł                             | Pozycje | Pozycje |
| Data premiery    | Tytuł                             | LP3     | PR1     |
| ---------------- | --------------------------------- | ------- | ------- |
| kwiecień 1984    | „Kochaj mnie miły”                | -       | 3       |
| październik 1984 | „Para goni parę”                  | 20      | 4       |
| grudzień 1984    | „Podróżni bez biletu (Mamy czas)” | 23      | 1       |
| lipiec 1985      | „Hej, heja hej”                   | -       | -       |
| styczeń 1986     | „Nie bój się, nie bój”            | 32      | -       |

## Twórcy
źródło:.
- Wanda Kwietniewska – śpiew
- Marek Raduli – gitara
- Jacek Krzaklewski – gitara
- Henryk Baran – gitara basowa
- Marek Kapłon – perkusja

Personel
- Fotografia i projekt graficzny - Andrzej Tyszko